# Bayerische Landesteilung von 1376

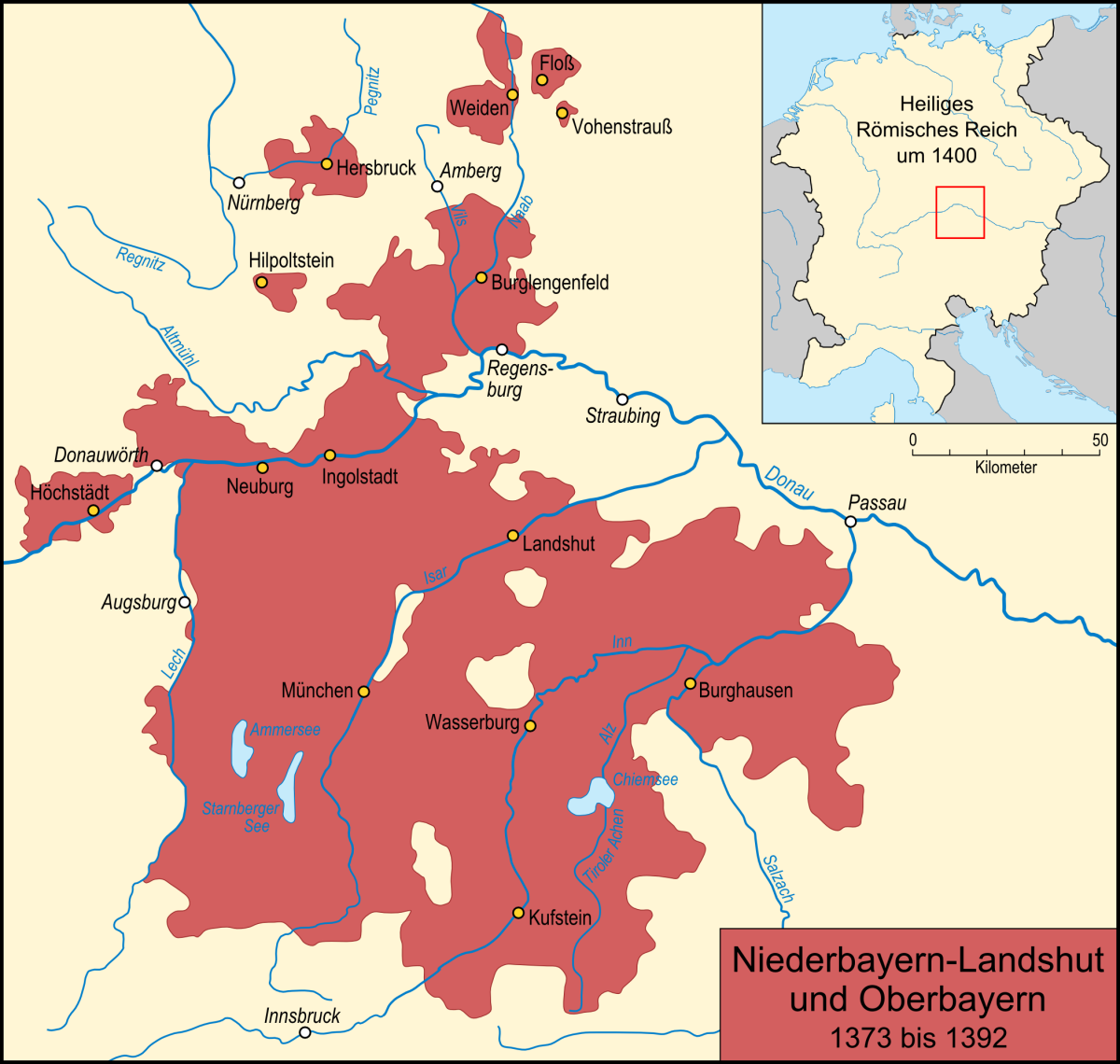
Das Herzogtum Bayern (ohne Bayern-Straubing) bis 1392

In der Bayerischen Landesteilung von 1376 wurde das Herzogtum Bayern nach dem Tod Herzog Stephans II. (mit der Hafte) unter seinen Erben geteilt. Es handelte sich um eine rein verwaltungsmäßige Zweiteilung unter Beibehaltung der politischen Gesamtregierung für das gesamte Herzogtum, allerdings ohne Straubing-Holland. Das Herzogtum Oberbayern sollte anfangs unter der Verwaltung von Herzog Stephan III. und Herzog Johann II., Bayern-Landshut unter der Verwaltung von Herzog Friedrich und Herzog Otto V. stehen. Damit keine der beiden Parteien benachteiligt würde, sollten die Regierungsgebiete im Zweijahresturnus wechseln. Diese ungewöhnliche Regelung wurde jedoch nicht umgesetzt.
Herzog Johann versuchte dagegen in den Jahren 1384 und 1387, eine wirkliche Landesteilung zu erreichen. Er scheiterte jedoch am Widerstand seiner Brüder und der oberbayerischen Landstände und hatte 1384 in Aichach und 1390 in München versprechen müssen, die gemeinsame Regierungsführung fortzusetzen. Erst als er 1392 mit Hilfe seines Sohnes Ernst die Stadt München und einen Teil der Landstände auf seine Seite ziehen konnte, die wohl einen Krieg zwischen den Brüdern befürchteten, hatte er schließlich Erfolg. Die Regelungen der Bayerischen Landesteilung von 1376 wurden mit der Bayerischen Landesteilung von 1392 aufgehoben.